# Egor Končalovksij
Egor Končalovksij (Mosca, 15 gennaio 1966) è un regista russo.

## Filmografia parziale

### Regista
- Antikiller (2002)
- Pobeg (2005)
- Konservy (2007)
- Vozvrasjjenije v 'А' (2010)
- Na Lune (2020)